# Steel City derby
Steel City derby kallas matcherna mellan de engelska fotbollsklubbarna Sheffield United och Sheffield Wednesday. Det är ett av de mest prestigeladdade mötena inom engelsk fotboll och ses oftast av en mycket stor och passionerad publik.

## Historia
Första mötet mellan lagen var en vänskapsmatch den 15 december 1890 på Wednesdays hemmaplan Olive Grove då Wednesday vann mot nybildade United med 2-1.
Första mötet i en tävlingsmatch var den 16 oktober 1893 i den engelska ligans Division 1. Matchen spelades på Uniteds hemmaplan och slutade 1-1.

## Klassiska matcher
Klassiska matcher är från 1951 när United vann hemmamötet med 7-3 inför 51 075 åskådare, 1979 när Wednesday vann med 4-0 hemma inför 49 309 åskådare (rekord för en Division 3-match) samt FA-cupsemifinalen 1993 då Wednesday vann efter förlängning med 2-1. Denna match spelades på Wembley och hade en publiksiffra på hela 75 364 åskådare.

## Statistik
| Tävling          | Spelade matcher | Vinster United | Oavgjorda matcher | Vinster Wednesday |
| ---------------- | --------------- | -------------- | ----------------- | ----------------- |
| Football League  | 114             | 42             | 36                | 36                |
| FA Cupen         | 9               | 3              | 3                 | 3                 |
| Ligacupen        | 3               | 0              | 1                 | 2                 |
| Full Members Cup | 1               | 0              | 0                 | 1                 |
| Totalt           | 127             | 45             | 40                | 42                |